# Elena Stojanova
Elena Simeonova Stojanova (in bulgaro Елена Симеонова Стоянова?; Krasen, 23 gennaio 1952) è un'ex pesista bulgara.
Nel 1978, dopo essersi classificata quinta agli europei di Praga viene squalificata per doping. Quattro anni dopo viene ancora una volta trovata positiva ad un test antidoping ai Campionati europei di Atene, dove aveva raggiunto la quarta posizione con un lancio a 20,35 metri, viene squalificata a vita dalle competizioni.

## Palmarès
| Anno | Manifestazione | Sede              | Evento         | Risultato | Misura  | Note |
| ---- | -------------- | ----------------- | -------------- | --------- | ------- | ---- |
| 1972 | Europei indoor | Grenoble          | Getto del peso | 12ª       | 15,63 m |      |
| 1972 | Olimpiadi      | Monaco di Baviera | Getto del peso | 8ª        | 18,34 m |      |
| 1973 | Europei indoor | Rotterdam         | Getto del peso | 5ª        | 17,77 m |      |
| 1974 | Europei indoor | Göteborg          | Getto del peso | 6ª        | 18,04 m |      |
| 1974 | Europei        | Roma              | Getto del peso | 7ª        | 18,48 m |      |
| 1975 | Europei indoor | Katowice          | Getto del peso | 6ª        | 18,34 m |      |
| 1975 | Universiadi    | Roma              | Getto del peso | Oro       | 18,99 m |      |
| 1976 | Europei indoor | Monaco di Baviera | Getto del peso | 4ª        | 19,20 m |      |
| 1976 | Olimpiadi      | Montréal          | Getto del peso | 8ª        | 18,89 m |      |
| 1977 | Universiadi    | Sofia             | Getto del peso | Oro       | 19,98 m |      |
| 1978 | Europei indoor | Göteborg          | Getto del peso | 4ª        | 19,04 m |      |
| 1978 | Europei        | Praga             | Getto del peso | dq        | dq      |      |
| 1980 | Olimpiadi      | Mosca             | Getto del peso | 6ª        | 20,22 m |      |
| 1982 | Europei        | Atene             | Getto del peso | dq        | dq      |      |